# Mogens Müller
Mogens Theodor Müller (27. marts 1935 i København – 24. januar 1995 i Jægerspris) var en dansk målmand i fodbold.

## Spillerkarriere

### Klubkarriere
Mogens Müller spillede i sin ungdom for Sundby Boldklub (10-16 år), før han som 17-årig skiftede til naboklubben Fremad Amager. Han debuterede sidenhen på amagerkanernes 1. seniorhold i divisionerne og opnåede samlet 211 kampe på førsteholdet i henholdsvis den næstbedste, tredjebedste og fjerdebedste fodboldrække (på daværende tidspunkt alle en del af Danmarksturneringen i fodbold). Müller valgte sidenhen at fortsætte på oldboys-holdet i Fremad Amager og efterfølgende i Greve IF Fodbold.

### Landsholdskarriere
Müller blev noteret for en enkelt U/21-landskamp for Danmark som repræsentant for Fremad Amager den 13. oktober 1957 i forbindelse med en venskabskamp mod Finland. Kampen blev afviklet på udebane i Gamla Karlaby (Finland) og Danmark vandt med cifrene 4-3.